# NGC 3517-2
NGC 3517-2 is een spiraalvormig sterrenstelsel in het sterrenbeeld Grote Beer. Het hemelobject ligt in de buurt van NGC 3517-1.

## Synoniemen
- MCG 10-16-57
- KCPG 266B
- PGC 33526